# Собор Святого Креста (Париж)

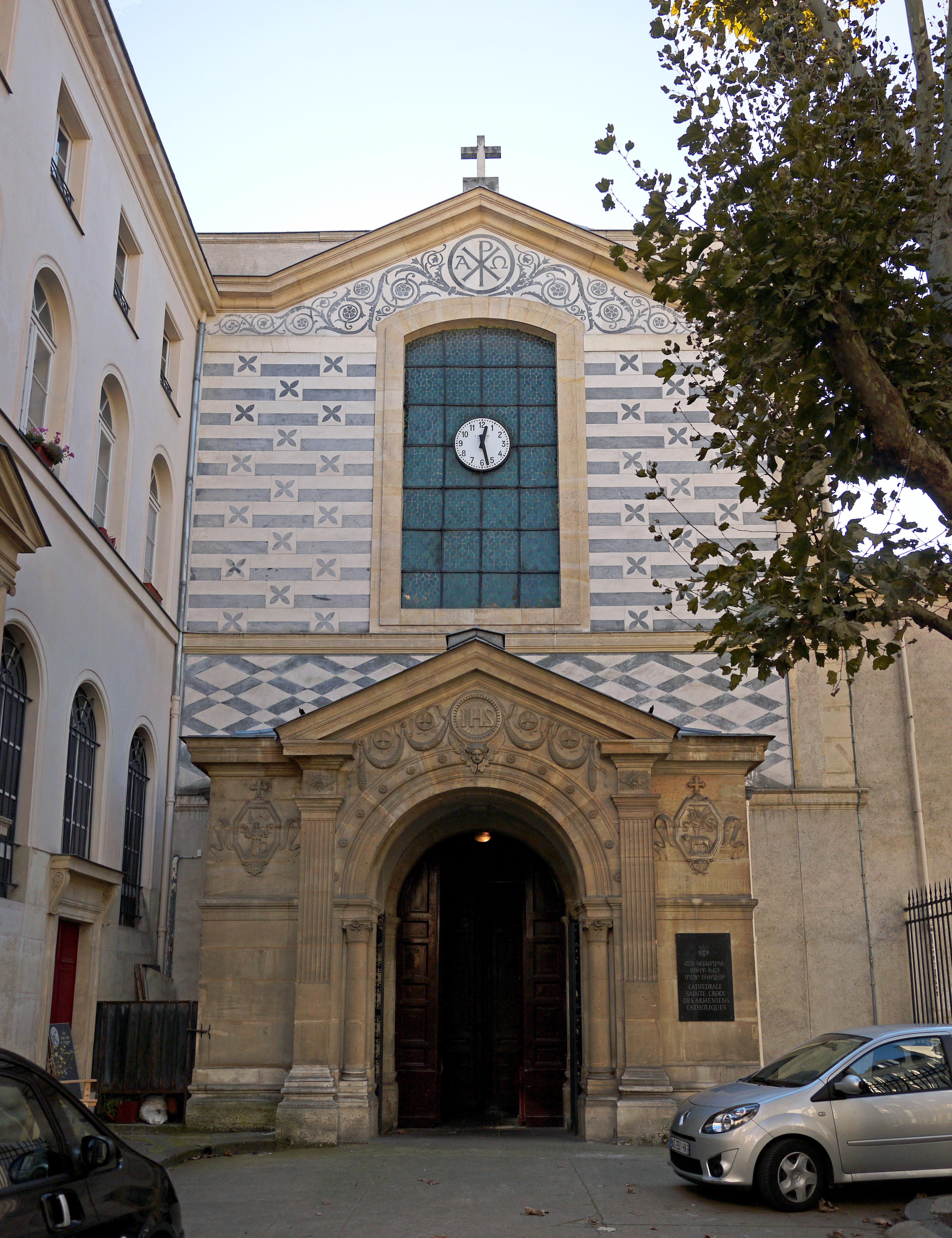
Собор Святого Креста, Париж, Франция

Собор Святого Креста (фр. Cathédrale Sainte-Croix) — армянская церковь, находящаяся во Франции в Париже по адресу Rue du Perche, 13 — 15. Церковь Святого Креста является кафедральным собором епархии Святого Креста в Париже Армянской католической церкви.

## История
Строительство церкви Святого Креста началось в 1776 году и закончилось в 1855 году. 22 июля 1960 года Римский папа Иоанн XXIII учредил Апостольский экзархат Франции для верующих Армянской католической церкви и храм Святого Креста стал кафедральным собором.